# ウェイマス (軽巡洋艦)
|          |                                                                                    |
| 艦歴     |                                                                                    |
| 発注     |                                                                                    |
| 起工     | 1910年1月19日                                                                      |
| 進水     | 1910年11月18日                                                                     |
| 就役     | 1911年10月                                                                         |
| 退役     |                                                                                    |
| その後   | 1928年に10月2日にスクラップとして売却                                              |
| 除籍     |                                                                                    |
| 性能諸元 |                                                                                    |
| 排水量   | 5,200トン                                                                          |
| 全長     | 453 ft (138 m) Overall                                                             |
| 全幅     | 48.5 ft (14.8 m)                                                                   |
| 吃水     | 15 ft (4.6 m)                                                                      |
| 機関     | パーソンズ蒸気タービン、4軸推進、 ヤーロウ缶12基、22,000hp                         |
| 最大速   | 25ノット (46 km/h)                                                                 |
| 乗員     | 433名                                                                              |
| 兵装     | 6インチMk XI 砲8門、 3インチ砲1門、 3ポンド砲4門、 機銃4基、 21インチ魚雷発射管2門 |

ウェイマス (HMS Weymouth) はイギリス海軍の軽巡洋艦。ウェイマス級。

## 艦歴
1910年1月19日起工。同年11月18日進水。1911年10月就役。
第一次世界大戦中は、最初は地中海の第2軽巡洋艦戦隊に所属していた。1914年8月、「ウェイマス」はドイツ巡洋艦「エムデン」捜索のためインド洋へ派遣された。1915年2月には、アフリカ東岸でドイツ巡洋艦「ケーニヒスベルク」に対する作戦に参加した。
1915年12月に「ウェイマス」は地中海に戻り、アドリア海で活動した。12月28日、29日にはドゥラス沖の海戦に参加した。
1916年になると「ウェイマス」は本国海域に戻り、グランドフリートの第6軽巡洋艦戦隊に編入された。1917年、「ウェイマス」はブリンディジを拠点に活動する第8軽巡洋艦戦隊所属で再び地中海に配備された。1918年10月2日、オーストリア＝ハンガリー帝国の潜水艦「U28」に雷撃され損傷。
1928年10月2日、スクラップとして売却。